# Eurytomidae
Los euritómidos o Eurytomidae son una familia de avispas parásitas de la superfamilia Chalcidoidea. El grupo es posiblemente polifilético, aunque cada subfamilia es posiblemente monofilética y puedan ser elevadas al rango de familias en el futuro. Se han descrito 1.420 especies en 87 géneros.
A diferencia de muchos otros calcidoideos las larvas de muchas especies son herbívoras (alimentándose de tallos, semillas o agallas, mientras otras son parasitoides típicos. En estos casos los huéspedes se encuentran dentro de tejidos vegetales. Son prácticamente cosmopolitas y se encuentran en una gran variedad de hábitats. Unas pocas especies son consideradas plagas.
El tegumento es de apariencia negra opaca, no metálica y con marcadas puntuaciones. El pronoto es grueso, las antenas son vellosas. Pero ninguna de estas características son únicas. Es posible que la familia necesite ser subdividida. Algunos la consideran una subfamilia de Pteromalidae. 

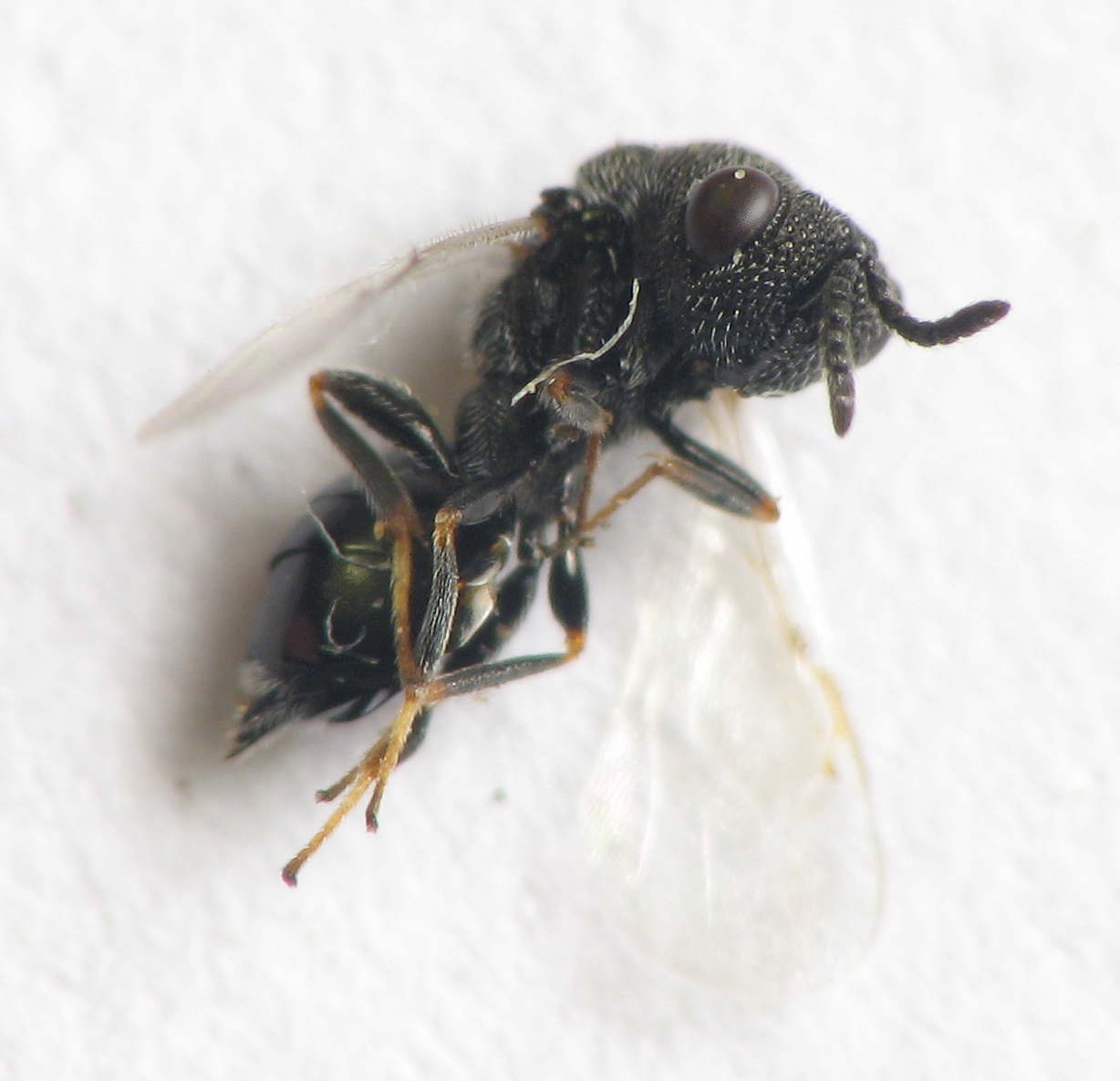
E. gigantea, Hembra adulta